# Abd-al-Wàrith (nom)
Abd-al-Wàrith és un nom masculí teòfor àrab islàmic (àrab: عبد الوارث, ʿAbd al-Wāriṯ) que literalment significa ‘Servidor de l'Hereu’, essent «l'Hereu (de totes les coses)» un dels epítets de Déu. Si bé Abd-al-Wàrith és la transcripció normativa en català del nom en àrab clàssic, també se'l pot trobar transcrit d'altres maneres, normalment per influència de la pronunciació dialectal o seguint altres criteris de transliteració. Com a teòfor, també el duen molts musulmans no arabòfons que l'han adaptat a les característiques fòniques i gràfiques de la seva llengua.